# CW Skimmer
CW Skimmer是一款多通道摩尔斯电码（CW）解码器和分析程序，可在Microsoft Windows操作系统上运行。该软件由Alex Shovkoplyas（业余无线电呼号VE3NEA）创建，并由Afreet Software, Inc.销售。
CW Skimmer使用了一种基于贝叶斯统计方法的敏感CW解码算法，能够同时解码接收机通带内的所有CW信号。呼号会从解码的消息中分析提取出来，并显示在瀑布图上信号轨迹的旁边。CW Skimmer还包含一个带有噪声抑制器、自动增益控制和可变带宽CW滤波器的DSP处理器。它可以接受来自telnet客户端的TCP/IP网络连接，提供与DX集群程序类似的界面。